# Lantana costaricensis
Lantana costaricensis là một loài thực vật có hoa trong họ Cỏ roi ngựa. Loài này được Hayek mô tả khoa học đầu tiên năm 1906.